# 李宏亚 (1966年)
李宏亚（1966年11月—），男，汉族，重庆人，中华人民共和国政治人物，现任青海省人民政府党组成员、副省长，青海省公安厅党委书记、厅长。